# Agrostis subaristata
Agrostis subaristata é uma espécie de gramínea do gênero Agrostis, pertencente à família Poaceae.